# Aneurinibacillus
Aneurinibacillus ist eine Bakteriengattung.

## Merkmale
Die stäbchenförmigen Zellen der Aneurinibacillus-Arten sind in der Regel an den Enden abgerundet und treten einzeln, paarweise oder in Ketten auf. Die Arten bilden ellipsoide  Sporen. Sie sind peritrich begeißelt, d. h. es sind viele, gleichmäßig über den Zellkörper verstreute Flagellen vorhanden. Der Gram-Test verläuft positiv.

## Stoffwechsel
Die Arten von Aneurinibacillus sind auf Sauerstoff angewiesen (aerob). Die Art Aneurinibacillus terranovensis ist mikroaerophil, sie toleriert nur geringe Konzentrationen an Sauerstoff. Die meisten Stämme wachsen auf Blutagar. Sie verwenden einige Aminosäuren, Kohlenhydrate und organische Säuren als Kohlenstoff- und Energiequellen. Das Hauptchinon ist Menachinon 7.

## Ökologie
Aneurinibacillus aneurinolyticus (Synonym Bacillus aneurinolyticus) wurde aus Menschen-, Rinder-, Hühner-, Hunde- und Rattenkot isoliert, weitere Fundort sind
Erde und Schalen von Turbanschnecken aus dem Japanischen Meer. Der Typ Stamm von Aneurinibacillus migulanus (Synonym: Bacillus migulanus) wurde aus Gartenerde isoliert. Diese Art bildet das Gramicidin S. Bei Gramicidinen handelt es sich um Peptide die als Antibiotika eingesetzt werden können. Das von A. migulanus gebildete Gramicidin S kann bei Gurken den Pilzbefall durch den Falschen Mehltau abschwächen.

## Systematik
Die Gattung Aneurinibacillus zählt zu der Familie der Paenibacillaceae der Klasse Bacilli. Aneurinibacillus ist sehr eng mit der Gattung Brevibacillus verwandt. Beide Gattungen sind aus einer taxonomischen Neuordnung der Gattung Bacillus hervorgegangen.
Es folgt eine Liste mit einigen Arten:
- Aneurinibacillus aneurinilyticus corrig. (Shida et al. 1994) Shida et al. 1996
- Aneurinibacillus danicus Goto et al. 2004
- Aneurinibacillus humi Lee and Lee 2016
- Aneurinibacillus migulanus (Takagi et al. 1993) Shida et al. 1996
- Aneurinibacillus sediminis Subhash et al. 2017
- Aneurinibacillus soli Lee et al. 2014
- Aneurinibacillus terranovensis Allan et al. 2005
- Aneurinibacillus tyrosinisolvens Tsubouchi et al. 2015